# Hollywood Records
Hollywood Records je americké hudební vydavatelství společnosti Disney Music Group, které se zaměřuje na pop, rock, alternativu, hip hop a teen pop. Bylo založeno v roce 1989 a vydává hudbu dřívějších a současných umělců Disney Channelu jako je Demi Lovato, Selena Gomez, Bridgit Mendler, Zendaya, Bella Thorne, Sabrina Carpenter a TINI aněkolika kapel včetně Queen, Grace Potter and the Nocturnals, Plain White T's, Redlight King, R5 nebo Breaking Benjamin.

## Umělci

### Současní
| Umělec               | YouTube   | Spotify   |
| -------------------- | --------- | --------- |
| Queen                | 2 961 112 | 2 798 450 |
| Sabrina Carpenter    | 1 736 312 | 667 899   |
| Zendaya              | 1 257 868 | 398 671   |
| R5                   | 1 182 222 | 365 815   |
| Sofia Carson         | 858 319   | 76 537    |
| TINI                 | 719 650   | 219 233   |
| Bea Miller           | 576 656   | 275 662   |
| Breaking Benjamin    | 413 051   | 308 116   |
| Lucy Hale            | 376 452   | 96 490    |
| Jorge Blanco         | 366 873   | 21 312    |
| Forever In Your Mind | 166 328   | 29 742    |
| Olivia Holt          | 101 671   | 54 018    |
| Zella Day            | 94 261    | 138 125   |
| Jordan Fisher        | 82 235    | 20 744    |
| ZZ Ward              | 66 995    | 61 688    |
| Grace Potter         | 61 793    | 31 822    |
| Shawn Hook           | 32 329    | 15 334    |
| Cole Plante          | 14 779    | 3 637     |
| Joywave              | 12 075    | 53 108    |
| Alex Maxwell         | 1 130     | 416       |
| Ocean Park Standoff  | 1 068     | 385       |
| Bobby Andonov        | 51 120    |           |